# Thunderbirds (soundtrack)
Thunderbirds is de originele soundtrack, gecomponeerd door Hans Zimmer voor de film Thunderbirds uit 2004 van Jonathan Frakes. Het album werd uitgebracht op 27 juli 2004 door Decca Records.
De partituur werd uitgevoerd door een orkest onder leiding van Nick Glennie-Smith en opgenomen in de Air Studios, Lyndhurst Hall in Londen. Aanvullende muziek werd gecomponeerd door Ramin Djawadi en aanvullende arrangementen door James Dooley en Mel Wesson. De muziek werd op opgenomen door Geoff Foster en gemixt door Slamm Andrews. De soundtrack bevat ook de introtune van de originele supermarionationserie Thunderbirds, gecomponeerd door Barry Gray.

## Tracklist
| 1.                 | Thunderbirds Are Go! / Original TV Series Theme | Barry Gray (gearrangeerd door Hans Zimmer)                                            | 2:06 |
| 2.                 | International Rescue                            | Hans Zimmer & Ramin Djawadi                                                           | 2:40 |
| 3.                 | Lady Penelope: At Your Service                  | Hans Zimmer & Ramin Djawadi                                                           | 1:36 |
| 4.                 | The Hood                                        | Hans Zimmer & Ramin Djawadi                                                           | 2:42 |
| 5.                 | You Need To Grow Up                             | Hans Zimmer & Ramin Djawadi                                                           | 1:30 |
| 6.                 | Can't Wait To Be A Thunderbird                  | Hans Zimmer & Ramin Djawadi                                                           | 1:55 |
| 7.                 | Galion Electrolyte Compound                     | Hans Zimmer & Ramin Djawadi                                                           | 1:40 |
| 8.                 | TB 3 Takeoff                                    | Hans Zimmer & Ramin Djawadi                                                           | 3:40 |
| 9.                 | Tracy Island                                    | Hans Zimmer & Ramin Djawadi                                                           | 1:31 |
| 10.                | Junior Mission                                  | Hans Zimmer, Ramin Djawadi & James Dooley                                             | 2:27 |
| 11.                | Fafafa... No Way!                               | Hans Zimmer & Ramin Djawadi                                                           | 3:25 |
| 12.                | Thunderize!                                     | Hans Zimmer & Ramin Djawadi                                                           | 2:51 |
| 13.                | Lady Penelope To The Rescue                     | Hans Zimmer & Ramin Djawadi                                                           | 4:16 |
| 14.                | Buggy Chase                                     | Hans Zimmer & Ramin Djawadi                                                           | 2:12 |
| 15.                | Major Disaster                                  | Hans Zimmer, Ramin Djawadi & James Dooley                                             | 6:28 |
| 16.                | Bank Of England                                 | Hans Zimmer & Ramin Djawadi                                                           | 4:06 |
| 17.                | F.A.B.                                          | Hans Zimmer, Ramin Djawadi, James Dooley & Barry Gray (gearrangeerd door Hans Zimmer) | 1:57 |
| 18.                | Thunderbirds Are Go! – Busted                   | James Bourne, Matt Willis, Charlie Simpson Tom Fletcher & Barry Gray                  | 3:14 |
| Totale duur: 50:16 |                                                 |                                                                                       |      |